# Cynosa agedabiae
Cynosa agedabiae Caporiacco, 1933 è un ragno appartenente alla famiglia Lycosidae.
È l'unica specie nota del genere Cynosa.

## Distribuzione
L'unica specie oggi nota di questo genere è stata rinvenuta in Africa settentrionale.

## Tassonomia
Genere costituito da esemplari alquanto eterogenei. Comprendeva fino a 5 specie distinte, finché alcuni studi, l'ultimo del quali quello degli aracnologi Framenau & Baehr del 2016, ne ha ridotto il numero di specie fino a quello attuale di una sola specie. 
Dal 1960 non sono stati esaminati altri esemplari, né sono state descritte sottospecie al 2016.

### Specie trasferite
- Cynosa heterura (Simon, 1900); trasferita al genere Schizocosa Chamberlin, 1804
- Cynosa leucotaeniata (Mello-Leitão, 1947); trasferita al genere Lycosa Latreille, 1804
- Cynosa ramosa (L. Koch, 1877); trasferita al genere Tasmanicosa Roewer, 1959
- Cynosa stigmosa (Thorell, 1875); trasferita al genere Arctosa C.L. Koch, 1847